# EN 61558
Die Europäische Norm EN 61558 befasst sich mit Transformatoren an Primärspannungen bis 1100 Volt. Im Teil 1 der Norm werden allgemeine Anforderungen und Prüfungen beschrieben. Im Teil 2 sind die speziellen Transformatortypen, wie z. B. Sicherheitstransformatoren (Teil 2‑6) oder Schaltnetzteiltransformatoren (Teil 2‑16) jeweils als eigene Norm aufgeführt, die sich jedoch auf Teil 1 für die grundlegenden Anforderungen bezieht.
Deutsche DIN-Fassungen der Europäischen Norm EN 61558 (IEC 61558) (beziehungsweise die entsprechenden VDE-Richtlinien) für Transformatoren sind:
| DIN EN            | VDE Nummer         | Stand   | Titel |
| ----------------- | ------------------ | ------- | --- |
| DIN EN 61558-1    | VDE 0570 Teil 1    | 12-2019 | Sicherheit von Transformatoren, Netzgeräten, Drosseln und dergleichen - Teil 1: Allgemeine Anforderungen und Prüfungen |
| DIN EN 61558-2-1  | VDE 0570 Teil 2‑1  | 11-2007 | Sicherheit von Transformatoren, Netzgeräten, Besondere Anforderungen an Netztransformatoren für allgemeine Anwendungen |
| DIN EN 61558-2-2  | VDE 0570 Teil 2‑2  | 11-2007 | Besondere Anforderungen an Steuertransformatoren                                                                       |
| DIN EN 61558-2-3  | VDE 0570 Teil 2‑3  | 03-2011 | Besondere Anforderungen an Zündtransformatoren für Gas- und Ölbrenner                                                  |
| DIN EN 61558-2-4  | VDE 0570 Teil 2‑4  | 12-2009 | Besondere Anforderungen an Trenntransformatoren für allg. Anwendungen                                                  |
| DIN EN 61558-2-5  | VDE 0570 Teil 2‑5  | 03-2011 | Besondere Anforderungen an Rasiersteckdosen-Transformatoren und Rasiersteckdosen-Einheiten                             |
| DIN EN 61558-2-6  | VDE 0570 Teil 2‑6  | 04-2010 | Besondere Anforderungen an Sicherheitstransformatoren für allgemeine Anwendungen                                       |
| DIN EN 61558-2-7  | VDE 0570 Teil 2‑7  | 06-2008 | Besondere Anforderungen und Prüfungen an Transformatoren und Netzgeräte für Spielzeuge                                 |
| DIN EN 61558-2-8  | VDE 0570 Teil 2‑8  | 03-2011 | Besondere Anforderungen an Klingel- und Läutewerkstransformatoren                                                      |
| DIN EN 61558-2-9  | VDE 0570 Teil 2‑9  | 09-2011 | Besondere Anforderungen an Transformatoren für Handleuchten der Schutzklasse III für Wolframdrahtlampen                |
| DIN EN 61558-2-12 | VDE 0570 Teil 2‑12 | 12-2011 | Besondere Anforderungen an magnetische Spannungskonstanthalter                                                         |
| DIN EN 61558-2-13 | VDE 0570 Teil 2‑13 | 11-2009 | Besondere Anforderungen an Spartransformatoren für allg. Anwendungen                                                   |
| DIN EN 61558-2-15 | VDE 0570 Teil 2‑15 | 09-2012 | Anforderungen für Trenntransformatoren zur Versorgung medizinischer Räume                                              |
| DIN EN 61558-2-16 | VDE 0570 Teil 2‑16 | 07-2010 | Besondere Anforderungen und Prüfungen an Schaltnetzteile und Transformatoren in Schaltnetzteilen                       |
| DIN EN 61558-2-19 | VDE 0570 Teil 2‑19 | 09-2001 | Besondere Anforderungen an Störminderungstransformatoren                                                               |
| DIN EN 61558-2-20 | VDE 0570 Teil 2‑20 | 09-2011 | Besondere Anforderungen an Kleindrosseln                                                                               |
| DIN EN 61558-2-23 | VDE 0570 Teil 2‑23 | 07-2001 | Besondere Anforderungen an Transformatoren für Baustellen                                                              |

Quelle:
VDE - Vorschriftenwerk, VDE-Verlag GmbH, Stand 03-2012